# San Gemignano (Bagni di Lucca)
San Gemignano (già San Gemignano di Controne) è una frazione del comune italiano di Bagni di Lucca, nella provincia di Lucca, in Toscana.
Sono dipendenti dalla frazione di San Gemignano i piccoli centri abitati di Gombereto, Longoio, Mobbiano e Vetteglia.

## Storia
L'antico toponimo Controne è documentato sin dall'VIII secolo e il comune della "Controneria" riuniva i borghi di San Gemignano e San Cassiano, dipendenti ecclesiasticamente da Pieve di Monti di Villa prima e da Pieve di Controni poi. Comune molto popoloso in epoca medievale, nel XV secolo la Controneria aveva diritto ad essere rappresentata nel parlamento della vicaria di Val di Lima da quattro sindaci. San Gimignano si costituì comune autonomo nel 1637, scindendosi da San Cassiano.
Nel 1833 il borgo di San Gemignano contava 332 abitanti.

## Monumenti e luoghi d'interesse
- Chiesa di San Gemignano: chiesa parrocchiale della frazione, di origine romanica, menzionata per la prima volta in un documento dell'anno 820.[2][3] L'interno, che si presenta a navata unica; custodisce una statua lignea di fine Trecento di Sant'Antonio abate, attribuita, per la rigidezza della figura, a Piero d'Angelo, padre di Jacopo della Quercia[5], ed un organo Agati-Tronci del 1897.[3] Il campanile è stato edificato alla fine del XIX secolo.[3]
- Chiesa della Santissima Vergine dei Miracoli (1631), in località Longoio
- Oratorio della Madonna del Carmine, in località Vetteglia
- Oratorio della Madonna dei Dolori, in località Gombereto
- Oratorio di San Giuseppe, in località Gombereto